# 利辛齊
49°52′6″N 27°4′40″E / 49.86833°N 27.07778°E
利辛齊（烏克蘭語：Лисинці）是位於烏克蘭西部的村莊，由赫梅利尼茨基州裡赫梅利尼茨基區的舊康斯坦丁尼夫市鎮負責管轄。該村始建於1528年，面積0.61平方公里，海拔高度298米，2001年人口203，人口密度每平方公里333.9人。